# Austalis
Austalis là một chi ruồi trong họ Syrphidae.